# L'arcobaleno

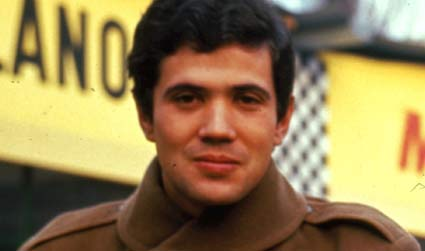
Лучіо Баттісті (1943—1998), італійський співак, якому була присвячена пісня

L'arcobaleno (укр. Веселка) — пісня та сингл італійського співака і кіноактора Адріано Челентано з його студійного альбому «Io non so parlar d'amore» 1999 року, написана Моголом і Джанні Беллою.

## Про пісню
Текст пісні написав італійський поет-пісняр Могол, а музику створив композитор Джанні Белла. Пісня стала третім треком альбому Адріано Челентано «Io non so parlar d'amore» («Я не вмію говорити про любов»), що вийшов у травні 1999 року. Альбом мав великий успіх, було випущено більше 2 мільйонів копій, він посідав 1 позицію і протримався 70 тижнів у «Топ-20» італійського чарту, саме з нього почалася нова епоха та повернення чергової віхи популярності у творчості Челентано — співпраці з композитором Джанні Беллою Моголом, протягом якої вийшло п'ять платинових альбомів у період 1999–2007 років.

## Складова
«L'arcobaleno» («Веселка») була присвячена знаменитому італійському музикантові Лучіо Баттісті, другу Адріано Челентано і Могола, який помер у віці 55 років, 9 вересня 1998 року, приблизно за чотири місяці до виходу альбому «Io non so parlar d'amore». Текст пісні — це, по суті, розповідь від першої особи, адресована померлою людиною її другу («Я пішов так раптово, що не встиг привітатися»). Челентано, під враженням від прослуховування пісні «L'arcobaleno», отриманної від Могола та Белли, записав її у себе вдома пізно вночі і вирішив включити її в альбом, не перезаписуючи потім. Пронизлива і меланхолійна за складовою пісня «L'arcobaleno» багато в чому сприяла успіху альбому «Io non so parlar d'amore». Веселка, головний предмет пісні, була обрана тому, що вона символізує дружбу, а також є символічним «союзом» між потойбічним життям і земним світом.

## Історія
Появі пісні передувала цікава легенда, яка розповсюджувалася по Мілану. Згідно легенди, текст до пісні був написаний ні ким іншим, як «духом» померлого Лучіо Баттісті, який зв'язався з Паолою Гіделлі, італійським медіумом, яка мешкала в Іспанії. Гіделлі стверджувала, що Баттісті зв'язався з нею і що він наполягав на пошуку книги в магазині (книга «Más allá del arco iris» психолога Гріана), всередині якої була глава, що розповідала саме про веселку. «А тепер зв'яжіться з Джуліо (справжнє ім'я пісняра Могола) і скажіть йому написати пісню, яку я присвячую йому, у якій розповідається про веселку», — було останнім проханням померлого Баттісті.
До цієї історії був доданий ще один випадок: Джуліо Капорасо, директор журналу «Firma» (щомісячного видання компанії «Diner's Club Italia»), заявив, що після відвідування концерту, організованого на честь Баттісті 11 вересня 1998 року на площі «П'яцца дель Кампідольо» у Римі, йому приснився співак, який, крім іншого, розповідав йому про веселки. Капорасо вставив докладний опис сновидіння у жовтневий номер журналу «Firma» за 1998 рік, також присвятивши йому оформлення обкладинки.
Після того, як ЗМІ зв'язалися з Моголом, проінформувавши його про історію медіума і статтю у журналі «Firma», він спочатку був налаштований скептично і взагалі не хотів про це чути, свою думку він змінив, написавши пісню на цю тему, після прослуховування музики Джанні Белли, яка особливо вразила його. Потім, згідно заявам Могола, через тиждень потому відбувся загадковий випадок (поява веселки, яка закінчувалася на капоті його автомобіля під час поїздки по автостраді «дель Соле», в Сеттебаньї). Випадок змусив Могола задуматися над тим, що історія розказана медіумом — може бути правдою, це до того вплинуло на нього, що у 2000 році він заявив, що «ніколи не переставав відчувати присутність Лучіо», навіть після його зникнення.
Після публікації альбому, історія отримала широкий розголос у ЗМІ і неодноразово обговорювалася під час різних телетрансляцій («Target», «Pop Events», «Tg2 Dossier» («L'altro Battisti») і «Le voci di Lucio»).
У січні 2002 року Гіделлі визнала, що вона вигадала цю історію: Баттісті не тільки ніколи не контактував з нею, але й вона ніколи не була медіумом, спростовуючи все сказане нею раніше. На питання, чому вона так вчинила, Гіделлі сказала, що зробила це «для того, щоб продемонструвати, як багато світ спекулює на паранормальних явищах і як закон не захищає прав тих, кого більше немає. І допомогти людям зрозуміти, ким, насправді, були деякі з передбачуваних друзів Баттісті». Таким чином, це була своєрідна скарга на деяких осіб, що співпрацювали з Баттісті, та спроба виявити, тих хто буде експлуатувати його образ після його смерті.
Немає жодних відомих заяв з боку Могола, щодо спростування цієї історії Гіделлі. Могол й далі продовжує згадувати ці події в ході різних інтерв'ю, без згадування спростування цієї історії. Гіделлі, у свою чергу, різко висловилася на адресу Могола, заявивши, що «його поведінка говорить сама за себе».

## Оцінки
У 2019 році італійський музичний критик та блогер Ніко Донвіто назвав «L'arcobaleno» — «чудовою баладою». Інший театральний та музичний критик, Массіміліано Бенеджі, того ж року, назвав пісню — «сміливою та романтичною, згадкою про Баттісті в популярній культурі, яка містить вірші, звернені до рано померлого друга, що заторкують душу, і в кожного слухача від них стискається горло».

## Сингл
У 1999 році власний лейбл Челентано, «Clan Celentano», випустив пісню як сингл в Італії, у форматах CD (лише «L'arcobaleno») та 7-дюймових LP (з піснею «Storia D'Amore» на стороні «В»). Обкладинка синглу «L'arcobaleno» на CD мала схоже з усіма іншими синглами альбому «Io non so parlar d'amore» оформлення — зображення Адріано Челентано синього кольору, що прикрив обличчя рукою. Хоча альбом «Io non so parlar d'amore» і очолив італійський чарт, не існує жодних даних щодо потрапляння пісні «L'arcobaleno», як й усіх синглів альбому, до італійського «топ-100» чарту найкращих синглів.

## Відеокліп
До пісні було знято анімаційний відеокліп — що було вперше в кар'єрі Адріано Челентано. Пізніше анімаційні відеокліпи були створені до таких пісень співака, як «C'è sempre un motivo» (2004),  «Fiori» (2007) і «Sognando Chernobyl» (2008). Анімація відеокліпу виконана у яскраво-кольорових тонах, спочатку вона зображає: годинник з маятником; потім рух поїзду на степовому пейзажі та силует людини, що чекає його; жінку-птаха; веселку, що торкається людської руки; пусту кімнату, у вікно якої вривається веселка; острівці з хатинами у небі на тлі поля з деревами у вигляді листя; місяць, що перетворюється у жінку, яка відганяє птахів; книгу, рядки якої перетворюються на птахів; силует людини, що стоїть перед нічним небом; пісочний годинник, що падає з фотографією, нотними сторінками, квіткою маку, книгою та листом у валізу, яку забирає веселка; пароплав; пейзажі на схилах яких будинки, що забирає собі місяць у вигляді обличчя жінки, який розчинюється у воді; зелені кущі у вигляді гітари та лабіринту, перед якими стоїть силует людини; гору з будинком, навколо якого обертається місяць у вигляді жінки.

## Живе виконання
Пісня виконувалася Челентано на телешоу «Francamente me ne infischio» (1999), «125 milioni di caz..te» (2001), «Rockpolitik» (2005) і концерті «Rock Economy» (2012).

## Інше використання
Пісня увійшла до бокс-сету Челентано «Questa E' la Storia di Uno di Noi» (1999) та збірок «Unicamente Celentano» (2006), «L'animale» (2008) і «…Adriano» (2013).

## Трек-лист

### «Io non so parlar d'amore»
| #  | Назва                    | Автор слів | Автор музики | Тривалість |
| -- | ------------------------ | ---------- | ------------ | ---------- |
| 1. | «L'arcobaleno» (Веселка) | Могол      | Джанні Белла | 3:32       |

### CD-сингл
| #  | Назва                    | Автор слів | Автор музики | Тривалість |
| -- | ------------------------ | ---------- | ------------ | ---------- |
| 1. | «L'arcobaleno» (Веселка) | Могол      | Джанні Белла | 3:43       |

### LP-сингл
Сторона «А»
| #  | Назва                    | Автор слів | Автор музики | Тривалість |
| -- | ------------------------ | ---------- | ------------ | ---------- |
| 1. | «L'arcobaleno» (Веселка) | Могол      | Джанні Белла | 3:43       |

Сторона «Б»
| #  | Назва                             | Автор слів                       | Автор музики      | Тривалість |
| -- | --------------------------------- | -------------------------------- | ----------------- | ---------- |
| 1. | «Storia D'Amore» (Історія любові) | Лучано Беретта і Мікі Дель Прете | Адріано Челентано | 4:53       |

## Видання синглу
| Назва                       | Формат                 | Лейбл          | Маркування | Країна | Рік  |
| --------------------------- | ---------------------- | -------------- | ---------- | ------ | ---- |
| L'Arcobaleno                | CD, Single, Promo, Car | Clan Celentano | PFM 3952   | Італія | 1999 |
| L'Arcobaleno/Storia D'Amore | 7", Jukebox            | Clan Celentano | JC 15559   | Італія | 1999 |